# قطار أسالا السريع
قطار أسالا السريع (بالإنجليزية: Acela Express، أسالا إكسبرس) ويعرف بأسالا اختصاراً هو خدمة أمتراك رئيسية تعمل ضمن سلسلة المدن الكبرى التي تعرف بالميغالوبوليس الشمالية الشرقية للولايات المتحدة الأميركية، بين مدينتي واشنطن العاصمة وبوسطن عبر 14 محطة بما فيها بالتيمور وفيلادلفيا ونيويورك.
تحوي السكة قطاعات سكة فائق السرعة وهي أسرع مجموعة قطارات في الأميركتين حيث أنها تسير بسرعة تصل إلى 150 ميل في الساعة (240 كم/س) في 28 ميل (45 كـم) من الطريق. تستغل قطارات أسالا تقنية الميلان التي تساعد في مقاومة قوات الطرد المركزي وتسمح بالحفاظ على السرعة والقطار يمر بمنحنيات الطريق.

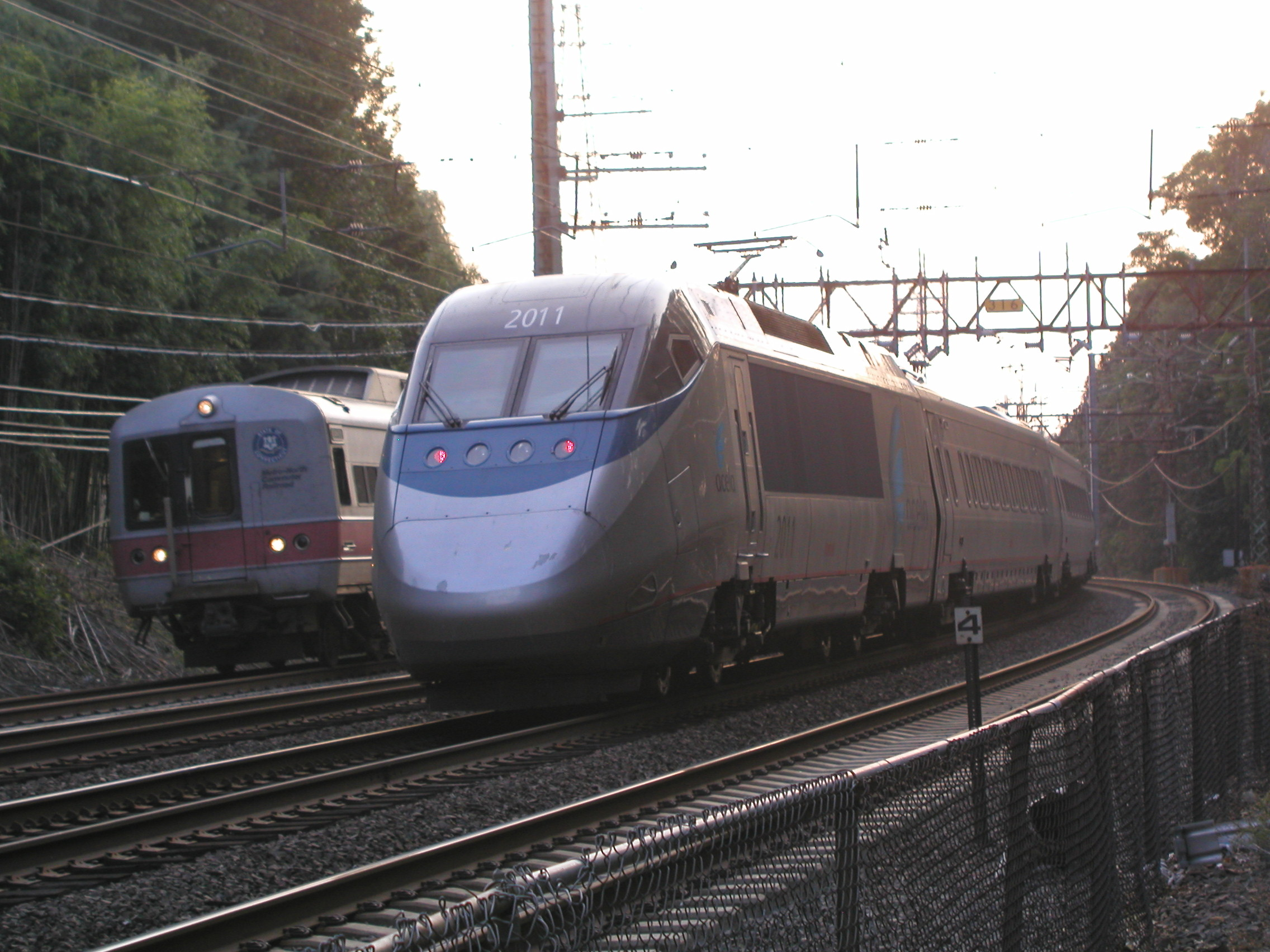
قطار أسالا يمر شمال منطقة نيو هافن الحضرية في جنوب غرب كونيتيكت
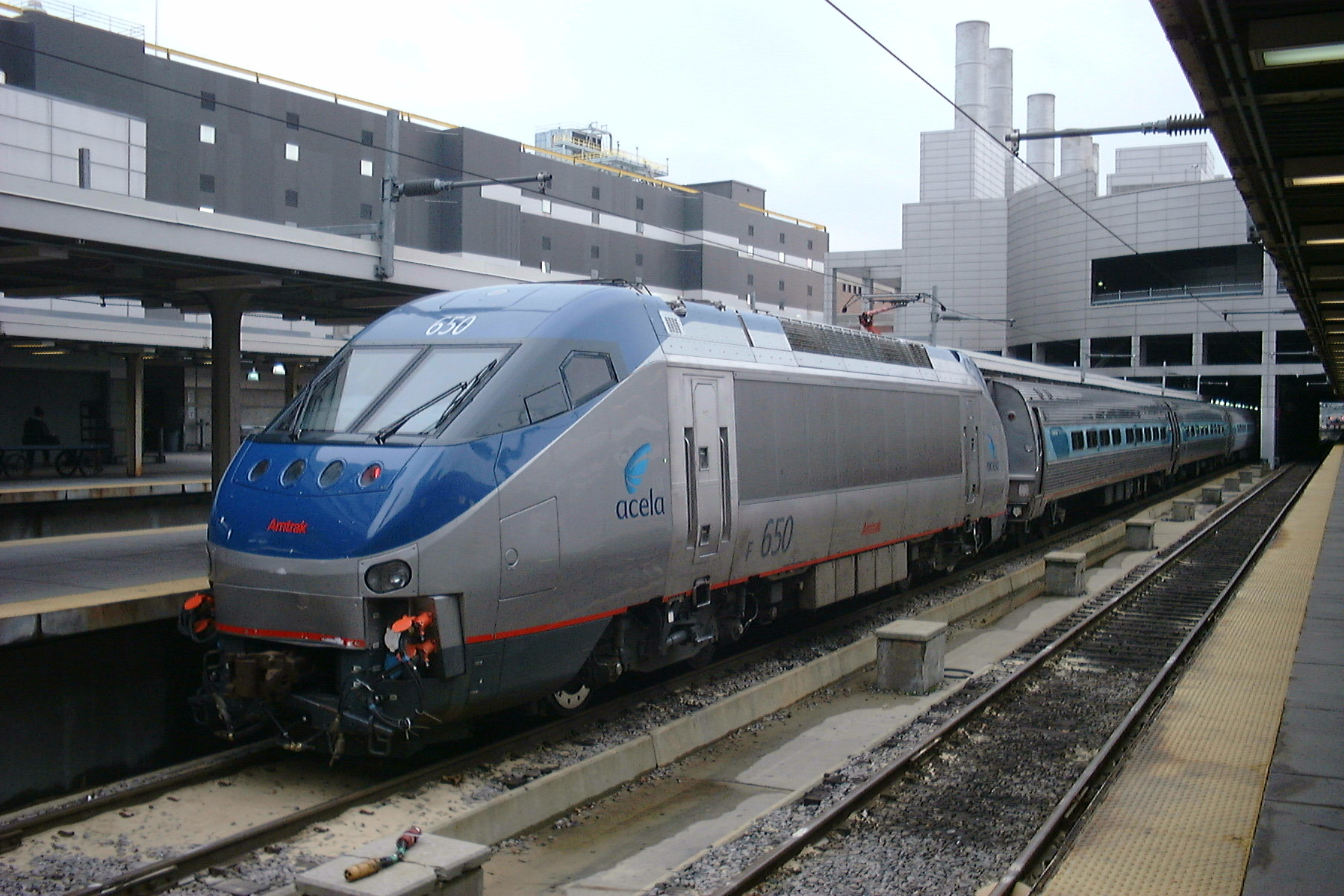
قطار إقليمي لأسالا في المحطة الجنوبية في مدينة بوسطن في 2002
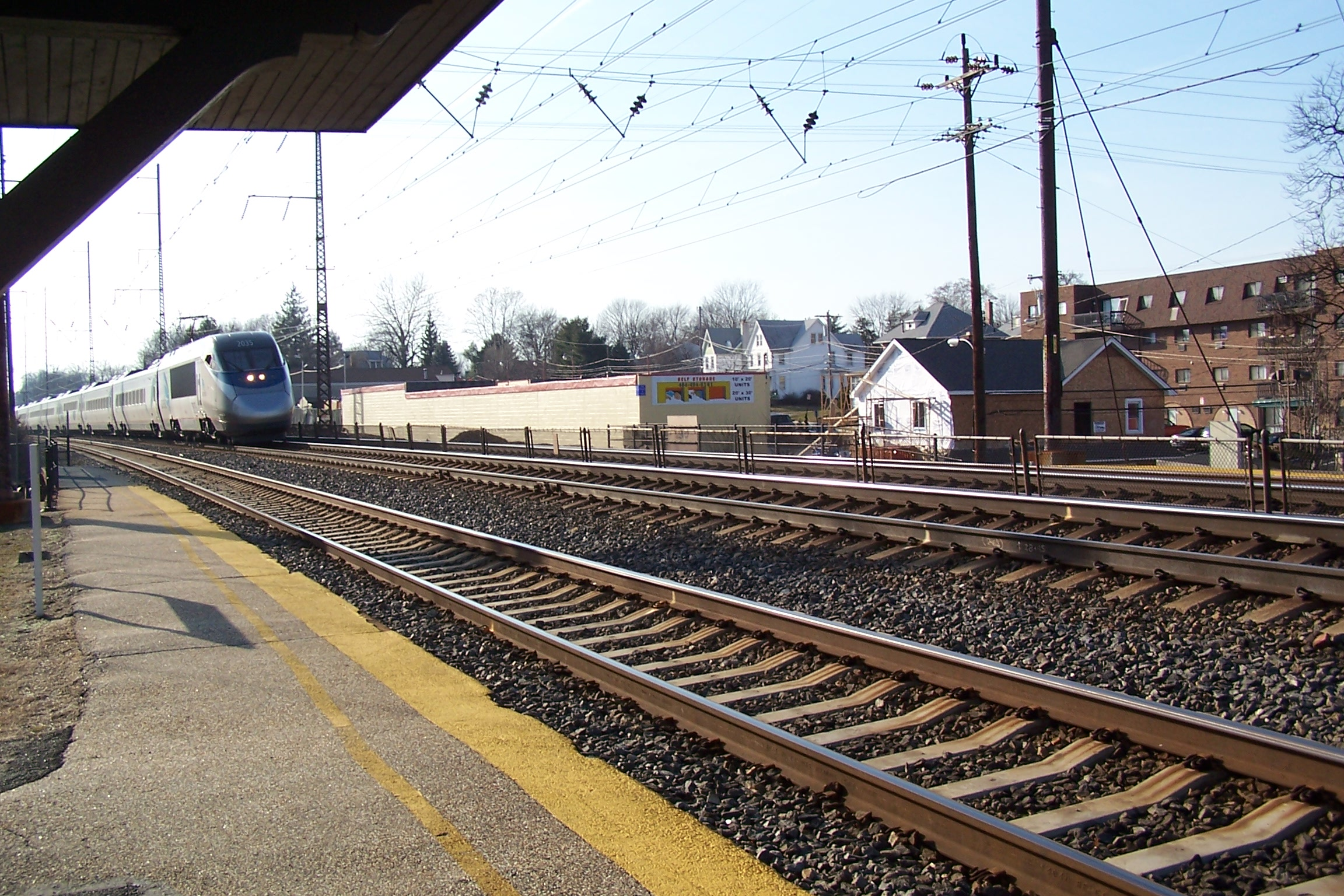
قطار أسالا متجه إلى الشمال، جنوب مدينة فيلادلفيا، والصورة تبين ارتفاع السكة الإضافي
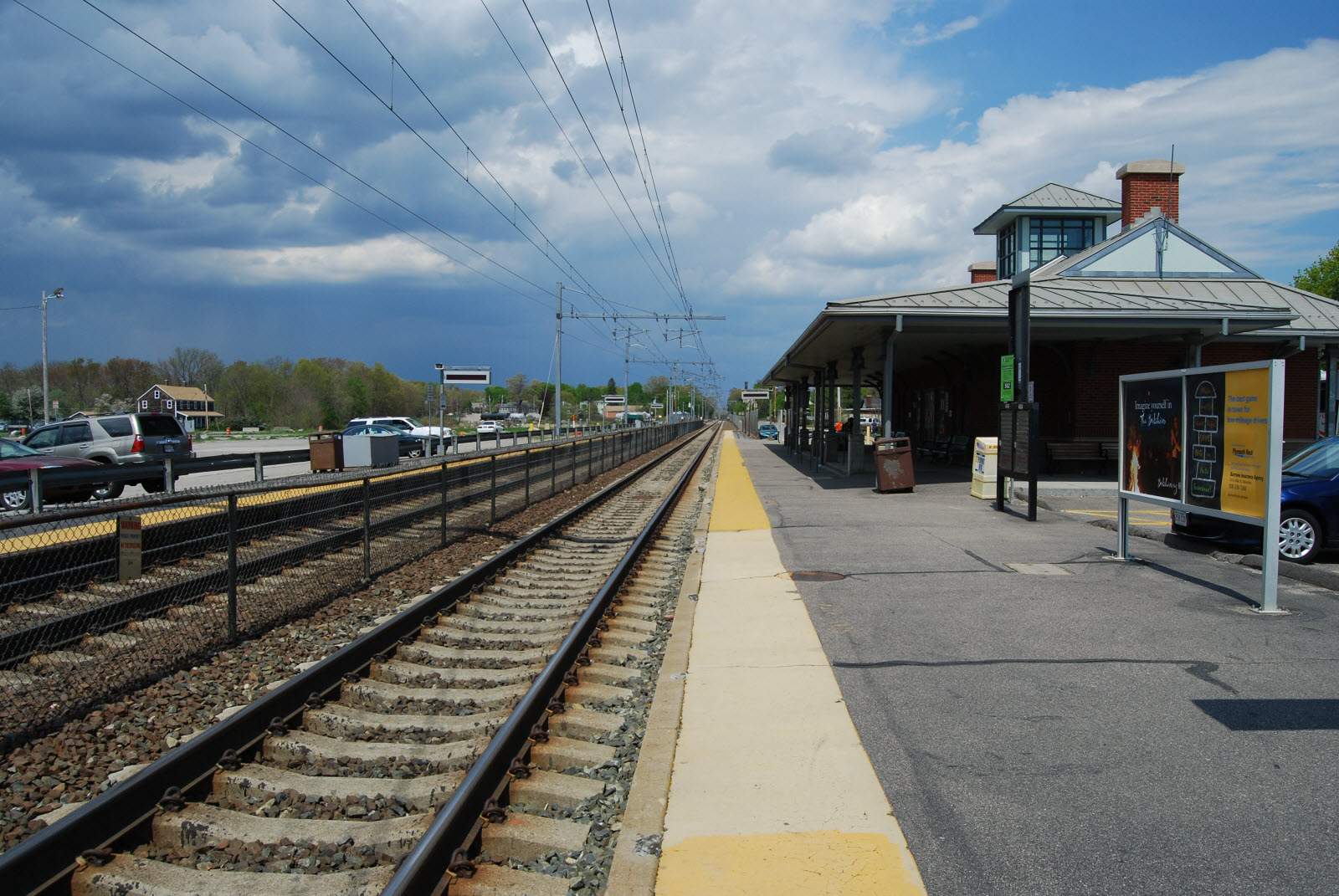
محطة مانزفيلد ذات السكتين التي تستعملها أسالا
- قطار أسالا تمر بمحطة كينگزتون في رود آيلند بسرعة تعادل 150 ميل/س (241 كم/س)

## الخدمة
| رقم العربة      | 1     | 2            | 3            | 4    | 5            | 6                           | 7             | 8     | إجمال |
| --------------- | ----- | ------------ | ------------ | ---- | ------------ | --------------------------- | ------------- | ----- | ----- |
| تصنيف           | طاقة  | درجة الأعمال | درجة الأعمال | مقهى | درجة الأعمال | درجة الأعمال (عربة الصامتة) | الدرجة الأولى | طاقة  |       |
| وزن (طن أميركي) | 102.0 | 71.0         | 69.5         | 68.5 | 69.5         | 69.5                        | 71.0          | 102.0 | 623.0 |
| قدرة            | 0     | 65           | 65           | 0    | 65           | 65                          | 44            | 0     | 304   |